# メジュゴリェ

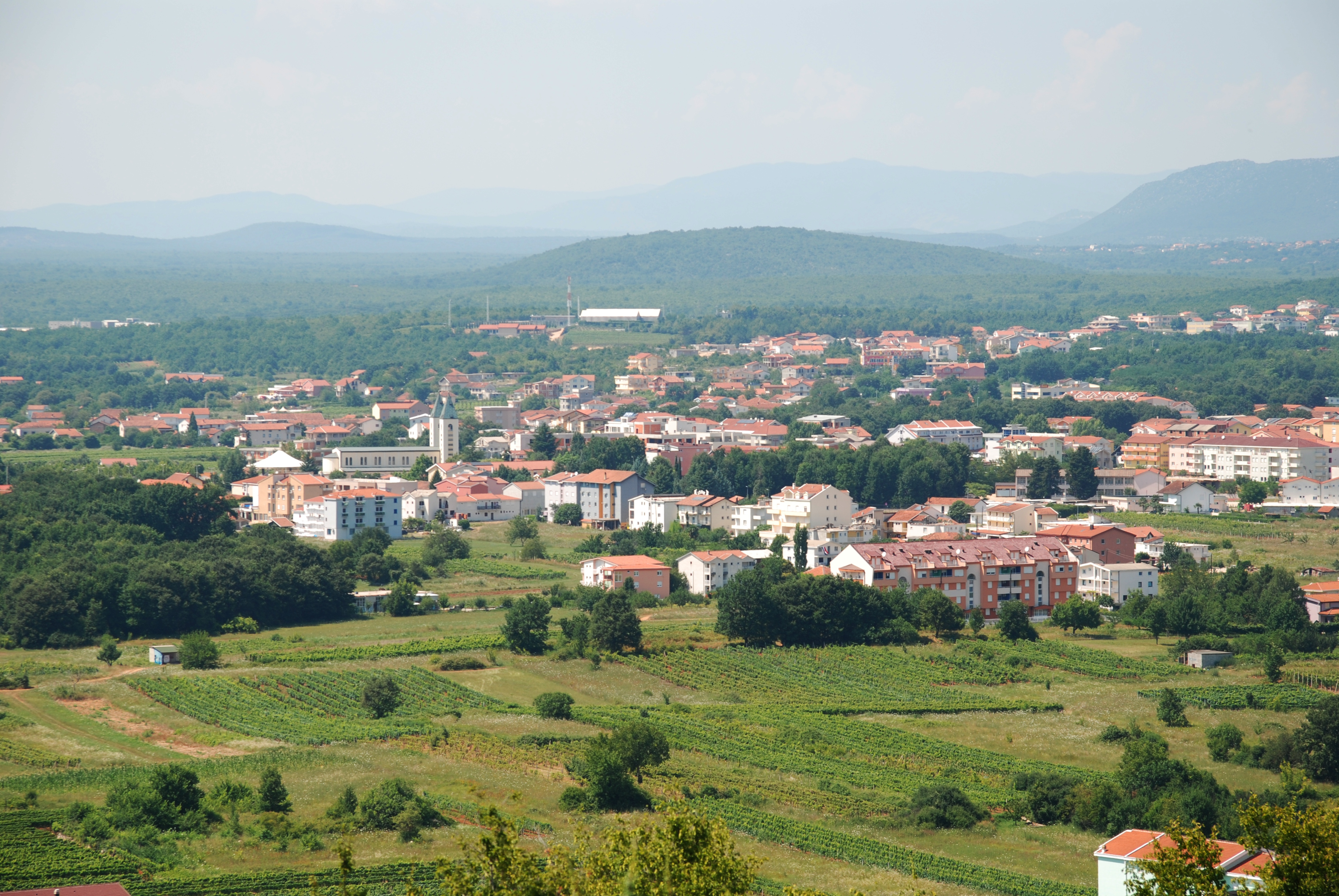
メジュゴリェ

メジュゴリェ（Međugorje / Међугорје）は、ボスニア・ヘルツェゴビナ南部ヘルツェゴビナ・ネレトヴァ県の小さな町である。その地名の由来は、山々の間の地、から。海抜200メートルほどであり、温暖な地中海性気候である。住民の大部分が民族的にはクロアチア人で、人口は4000人ほど、現地のカトリックの教区は、メジュゴリエ、ヴィヤコヴィチ、ヴィオニツァ、ミレティナ、シュルマンツィの5つの隣りあった村落からなる。
ここで1981年以来、聖母マリアの出現が起きた、と主張する者たちがいる。カトリック教会の調査の結果、ジャニッチ司教は公認しない姿勢を明らかにし、後任のラトゥコ・ペリッチ司教は2004年5月31日、メジュゴリエの聖母は未認可、未認可の幻視に対する個人ならびに公的な巡礼は禁止されている、とする、事実上の禁止をほのめかす声明を出している。
2019年5月12日フランシスコ (ローマ教皇)はメジュゴリエへの巡礼を許可した。この発表によってこれまで人々が私的に行っていたメジュゴリエへの巡礼を、教区や小教区が企画する公式な巡礼として行えるようになった。

## メジュゴリェ出身の人物
- マリン・チリッチ（テニスプレイヤー）
- イワン・ドディグ（テニスプレイヤー）